# Stigmella aurora
Stigmella aurora is een vlinder uit de familie dwergmineermotten (Nepticulidae). De wetenschappelijke naam is voor het eerst geldig gepubliceerd in 1984 door Puplesis.
De soort komt voor in Europa.